# Болквадзе, Давит
Давит Болквадзе (груз. დავით ბოლქვაძე; 5 июня 1980, Тбилиси, СССР) — грузинский футболист, полузащитник клуба «Мерани» Тбилиси. Сыграл один матч за сборную Грузии.

## Биография

### Клубная карьера
Профессиональную карьеру начинал в составе фарм-клуба тбилисского «Локомотива» в низших лигах Грузии. В 1999 году во второй части сезона 1998/99 Болквадзе дебютировал в высшей лиге Грузии, сыграв 11 матчей за клуб «Гурия». Летом того же года перешёл в «Мерани-91», за который выступал в течение следующих трёх сезонов. Затем был игроком клубов «ВИТ Джорджия», «Спартак» Тбилиси, «Торпедо» Кутаиси. В 2005 году перешёл в «Сиони», который по итогам сезона 2005/06 стал чемпионом Грузии, однако Болквадзе покинул команду по ходу сезона и перешёл в «Амери», в составе которого дважды стал обладателем Кубка Грузии.
В 2008 году Болквадзе стал игроком азербайджанского клуба «Симург», где провёл два с половиной сезона и сыграл 66 матчей (забил 12 голов) в чемпионате Азербайджана. В 2010 году он вернулся в Грузию, где провёл один сезон в клубе «Олимпи», с которым принял участие в отборочном турнире Лиги чемпионов УЕФА против казахстанского «Актобе» и выиграл Суперкубок Грузии. В дальнейшем Болквадзе сменил большое количество команд высшей лиги, но нигде кроме «Колхети-1913» не провёл два и более сезонов подряд. В 2019 году стал игроком клуба «Мерани» (Тбилиси), с которым в том же году стал победителем первой лиги.

### Карьера в сборной
Единственный матч за сборную Грузии провёл 12 сентября 2007 года, появившись на замену на 79 минуте в товарищеском матче со сборной Азербайджана.

## Достижения
«Амери»
- Обладатель Кубка Грузии: 2005/06, 2006/07

«Олимпи» Рустави
- Обладатель Суперкубка Грузии: 2010

«Мерани» Тбилиси
- Победитель первой лиги Грузии: 2019